# Husita na Baltu
Husita na Baltu – wiersz epicki dziewiętnastowiecznego czeskiego poety Svatopluka Čecha, będący debiutem poety, opublikowany w 1868 w czasopiśmie "Ruch". Poemat został napisany dziesięciozgłoskowcem ułożonym w strofy ośmiowersowe rymowane aabbcdcd.

Hromu rachotem a vichru letem
vozy Husitů se valí světem,
vojínů v nich tváře opálené,
žen i dívek prsy rozhalené;
uprostřed tam kalich zlatoskvoucí
bledý kněz hle! tyčí ku nebesku -
uhánějí jako orkán řvoucí
za lomozu zbraní, bubnů vřesku.